# Венеманс, Эрнст
Эрнст Венеманс (нидерл. Ernst Veenemans, 18 марта 1940, Харлем — 2 октября 2017, Ларен, Северная Голландия) — голландский спортсмен, гребец, призёр чемпионата Европы по академической гребле, а также летних Олимпийских игр 1964 года.

## Биография
Эрнст Венеманс профессионально начал заниматься греблей с 1958 года, тренируясь на базе клуба «ASR Nereus» в Амстердаме. Первый олимпийский опыт им был получен во время Летних Олимпийских игр 1960 года в Риме. На соревнованиях по академической гребли он выступал в категории — двойки без рулевого. Совместный дебют со Стевеном Блайссе на озере Альбано не принес голландским гребцам медалей. Успех к этой спортивной паре пришёл в 1961 году на чемпионате Европы по академической гребле 1961 года в Праге. В категории «двойки без рулевого» Венеманс-Блайсе заработали бронзовые медали.
Высшая награда ими была добыта на чемпионате Европы по академической гребле 1964 года в Амстердаме в категории «двойка без рулевого». С результатом 6:42,55 голландские гребцы выиграли золото заплыва.
После этого успеха их пара был отправлена на Летние Олимпийские игры 1964 года в Токио. В этот раз Венеманс-Блайсе выиграли серебряные медали в двойках распашных без рулевого, уступив в финальном заезде гребцам из Канады.
Голландский гребец Паул Венеманс (нидерл. Paul Veenemans) приходился Эрнсту — родным братом.